# Vier Boeken

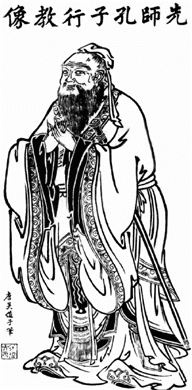
Confucius

De Vier Boeken zijn vier werken die door Zhu Xi uit de Confucianistische canon van de Dertien Klassieken werden geselecteerd. Zij behoorden sinds 1314 tot de verplichte leerstof voor de ambtenarenexamens en vormden daarmee de basis voor de leer van het orthodoxe Confucianisme zoals dat tot 1905 in China heeft bestaan. 

## De Vier Boeken
In 1190 selecteerde Zhu Xi vier werken uit de canon van de Dertien Klassieken. Dit waren:
1. De Grote Leer ('Daxue'), een hoofdstuk genomen uit de Liji, de 'Optekening van de Riten'.
2. De Doctrine van het Midden ('Zhongyong'), eveneens een hoofdstuk uit de Liji.
3. De Gesprekken van Confucius ('Lunyu').
4. De Mencius ('Mengzi').

Deze vier werken dienden oorspronkelijk als inleiding op het Confucianisme. In 1314 werden de ambtenarenexamens opnieuw ingesteld en werden de vier boeken maatgevend verklaard, vanaf 1415 mét de commentaren van Zhu Xi. Zij werden gedurende de Ming en Qing-dynastie door elke kandidaat voor het Chinees examenstelsel, maar ook door veel schoolkinderen uit het hoofd geleerd. Tijdens de Qingdynastie verkreeg de interpretatie van het confucianisme door Zhu Xi dan ook de feitelijke status van officiële ideologie.